# Csápi: Az óceán hőse
A Csápi: Az óceán hőse (eredeti cím: Deep) 2017-ben bemutatott spanyol–svájci–belga számítógépes animációs film, amely az óceán mélyén élő állatokról szól. Az animációs játékfilm rendezője Julio Soto Gurpide, aki a forgatókönyvírásból és a produceri feladatokból is kivette a részét. A zenéjét Fernando Velázquez szerezte. 
Magyarországon 2017. május 11-én, Spanyolország 2017. november 3-án mutatták be a mozikban.

## Szereplők
| Szereplő | Eredeti hang     | Magyar hang   | Fajta             |
| -------- | ---------------- | ------------- | ----------------- |
| Csápi    | Justin Felbinger | Kadosa Patrik | grimpoteuthis     |
| Alíz     | Lindsey Alena    | Gáspár Kata   | garnélarák        |
| Evó      | Stephen Hughes   | Elek Ferenc   | horgászhal        |
| Maura    | Elisabeth Gray   | F. Nagy Erika | muréna            |
| Kráken   | Dwight Schultz   | Kertész Péter | óriáskalmár       |
| Norma    | Anna Vocino      | Halász Aranka | vámpírtintahal    |
| Artie    | Phil LaMarr      | Beregi Péter  | folyami rák       |
| Rico     | Joe Hernandez    | Faragó András | jetirák           |
| Darcy    | William Salyers  | Lippai László | Császárpingvin    |
| Ralph    | Bob Bergen       | Hamvas Dániel | Palackorrú delfin |
| Luigi    | Jess Harnell     | Ujlaki Dénes  | rozmár            |
| Nathan   | Lewis Macleod    | Szélyes Imre  | Nagy ámbráscet    |